# 約翰遜鎮區 (印地安納州諾克斯縣)
約翰遜鎮區（英語：Johnson Township）是位於美國印地安納州諾克斯縣的一個行政鎮區。

## 地方資料
根據2010年美國人口普查的數據，約翰遜鎮區的面積為132.00平方千米，當中陸地面積為130.80平方千米，而水域面積為1.20平方千米。當地共有人口1382人，而人口密度為每平方千米10.47人。